# Ametropus fragilis
Ametropus fragilis ist eine Eintagsfliegen-Art. Sie ist der einzige Vertreter ihrer Gattung in Europa.

## Merkmale
Die Imagines der Art ähneln anderen Eintagsfliegen und weisen wenig charakteristische Merkmale auf. Bestimmungsmerkmale sind: kurze Vordertibia, Merkmale im Flügelgeäder im Vorderflügel. Die Tiere besitzen (kleine) Hinterflügel und nur zwei Schwanzfäden (Terminalfilum fehlt). Die Augen sind auch beim Männchen ungeteilt. Die Flügel sind glasklar ohne Zeichnung.
Die Larven sind vom schwimmenden Typus mit senkrecht stehendem Kopf mit einer Reihe seitlich vorstehender Kiemenblättchen am Hinterleib, dadurch ähneln sie bei oberflächlicher Betrachtung Larven der häufigen Gattung Baetis. Wie viele Eintagsfliegenlarven sind sie blass gefärbt mit dunkler Zeichnung. An den Hinterleibssegmenten 8 und 9 sitzen an den Hinterecken kleine dornartige Fortsätze.

## Ökologie und Lebensweise
Ametropus fragilis ist eine Art großer Flüsse (Potamalart) und fehlt in Bächen vollständig. Sie kommt bevorzugt in der Ebene vor. Die Larven besiedeln den sandigen Gewässergrund, bevorzugt dort, wo der Sand durch Totholz (untergetauchte Äste und Baumstämme) etwas befestigt ist. Die Larven sitzen meist teilweise eingegraben im Sand, so dass nur der Kopf und Vorderkörper herausschaut. Sie ernähren sich von Algen und anderem feinpartikulären organischen Material, welches sie von der Substratoberfläche abweiden. Die Larven sind nachtaktiv. Die Entwicklungsdauer der Art ist ein Jahr. Larven wachsen den Sommer über rasch, vervollständigen ihre Entwicklung im Winterhalbjahr und schlüpfen im späten Frühjahr oder im Frühsommer (Höhepunkt: Mai). Das Subimaginalstadium lebt etwa 24 Stunden, die Imago etwa zwei bis drei Tage.

## Verbreitung
Die Art ist holarktisch verbreitet und kommt in Nordamerika, Nordasien und Europa vor. Die nordamerikanischen und sibirischen Populationen wurden dabei als eigene Arten beschrieben (Ametropus albrighti, Ametropus eatoni). In Europa ist die Art heute sehr selten und nur im Osten etwas häufiger. Größere Populationen sind z. B. aus der Warthe und Pilica in Polen und von der Tisza (Theiß) in Ungarn (wo sie den Cyanid-Unfall vom 30. Januar 2000 überlebte) bekannt. In Deutschland wurde die Art erstmals 1999 in der Lausitzer Neiße, d. h. unmittelbar an der polnischen Grenze, entdeckt; dieses Vorkommen ist bis heute das einzige bekannte in Deutschland. Dementsprechend gilt die Art in Deutschland als vom Aussterben bedroht (Rote Liste Kategorie 1). In Österreich wurde sie erstmals 2002 in der Lafnitz gefunden. Ursprünglich war die Art aber vermutlich im Tiefland weit verbreitet. Die Erstbeschreibung erfolgte durch Albarda anhand von Material vom niederländischen Niederrhein, wo sie heute ausgestorben ist. Grund für den Rückgang ist vermutlich die Kombination aus Gewässerverschmutzung und Ausbau und Uferbefestigung fast aller größeren europäischen Flüsse.